# Udatna

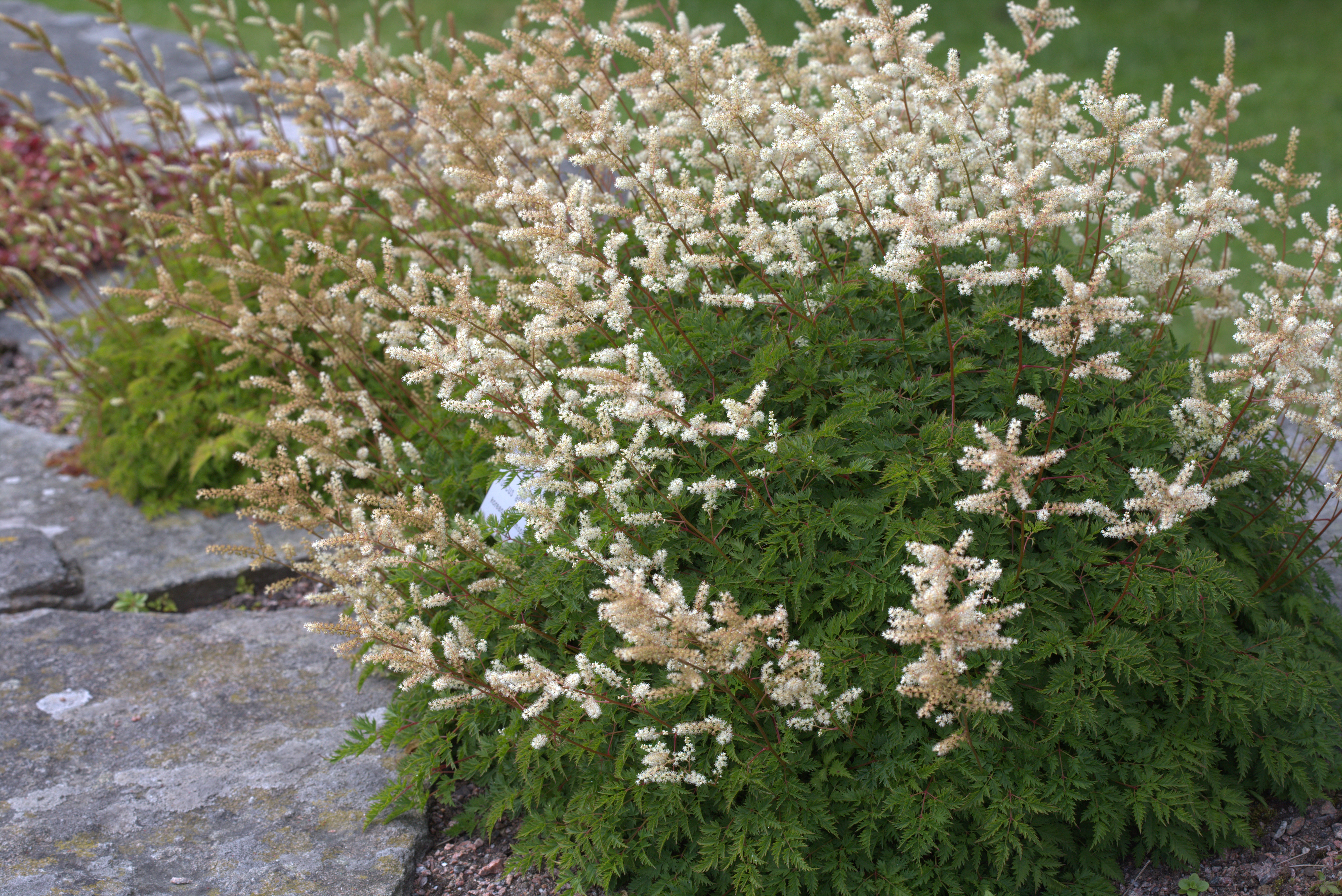
Nízký druh Aruncus aethusifolius

Udatna (Aruncus) je rod rostlin z čeledi růžovité. Jsou to vytrvalé, někdy na bázi dřevnatějící byliny se zpeřenými listy a drobnými bílými květy uspořádanými v bohatých latovitých květenstvích. Plodem je souplodí drobných měchýřků. Rod zahrnuje asi 2 až 6 druhů a je rozšířen v mírných oblastech severní polokoule. Většina druhů roste v Asii, udatna lesní se vyskytuje i v Evropě, udatna dvoudomá v Severní Americe. V České republice roste udatna lesní zejména ve vyšších polohách. Některé druhy a kultivary udaten jsou pěstovány jako okrasné rostliny. Občas jsou také využívány i jako léčivé rostliny.

## Popis
Udatny jsou statné, vytrvalé, zpravidla dvoudomé byliny vytvářející trsy. Stonek je přímý, hranatý, olistěný, ve spodní části někdy dřevnatějící. Listy jsou střídavé, lodyžní, 1x až 3x zpeřené nebo řidčeji trojčetné, na okraji ostře dvojitě pilovité. Palisty chybějí. Květy jsou jednopohlavné nebo řidčeji oboupohlavné, drobné (o šířce 3 až 4 mm), přisedlé, s miskovitou češulí. Jsou uspořádané v mnohokvětých, rozměrných latách složených z klasovitých hroznů. Kalich je nejčastěji pětičetný, s trojúhelníkovitými laloky. Korunní lístky jsou bílé nebo nažloutlé, obvejčité až eliptické, na vrcholu tupé. Samčí květy obsahují 15 až 30 tyčinek delších než koruna a zakrňující pestíky, v samičích květech jsou tyčinky se sterilními prašníky a 3 nebo 4 volné pestíky obsahující po 3 až 4 vajíčkách. Plodem je převislé souplodí drobných měchýřků obsahujících většinou po 2 semenech.

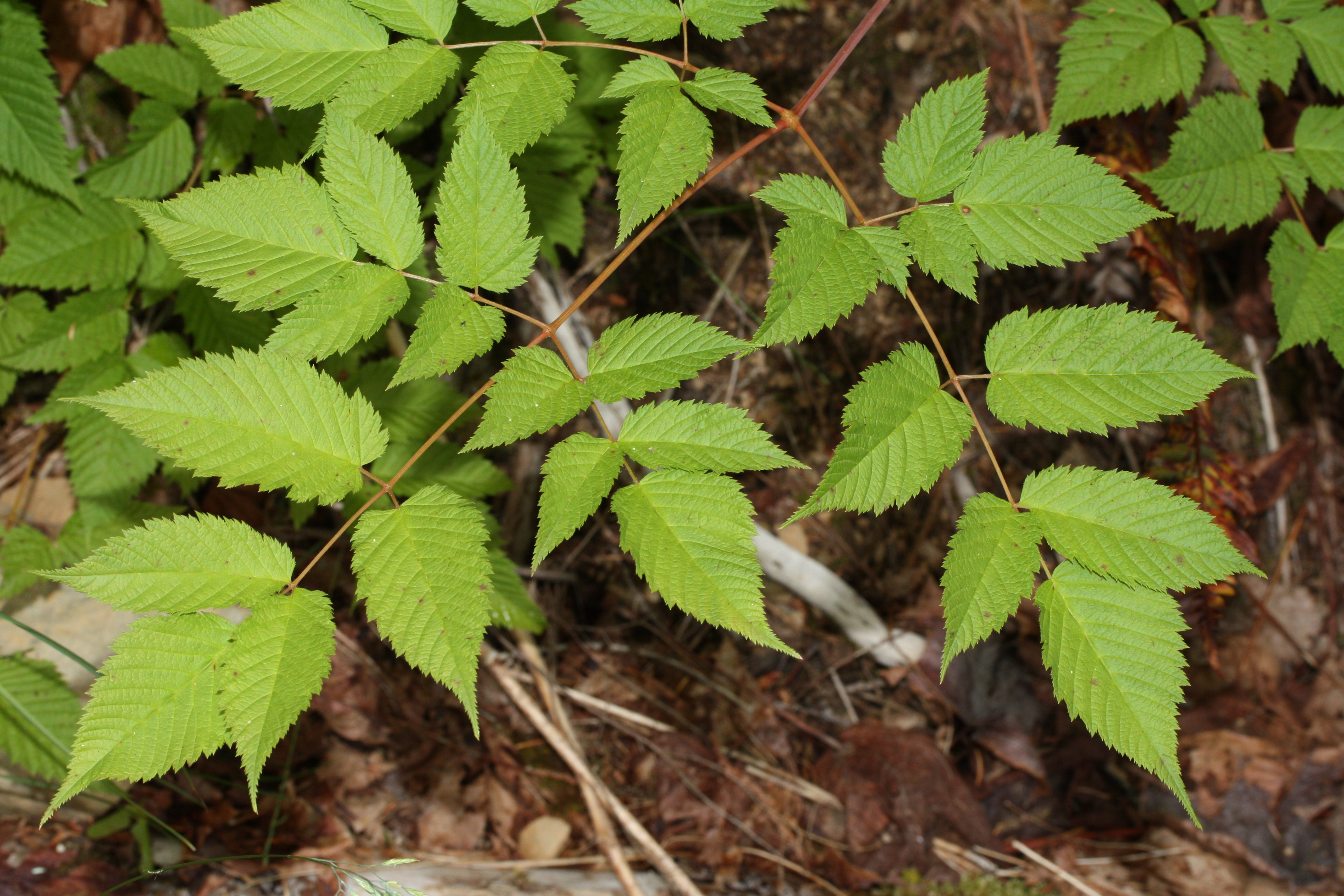
List udatny dvoudomé
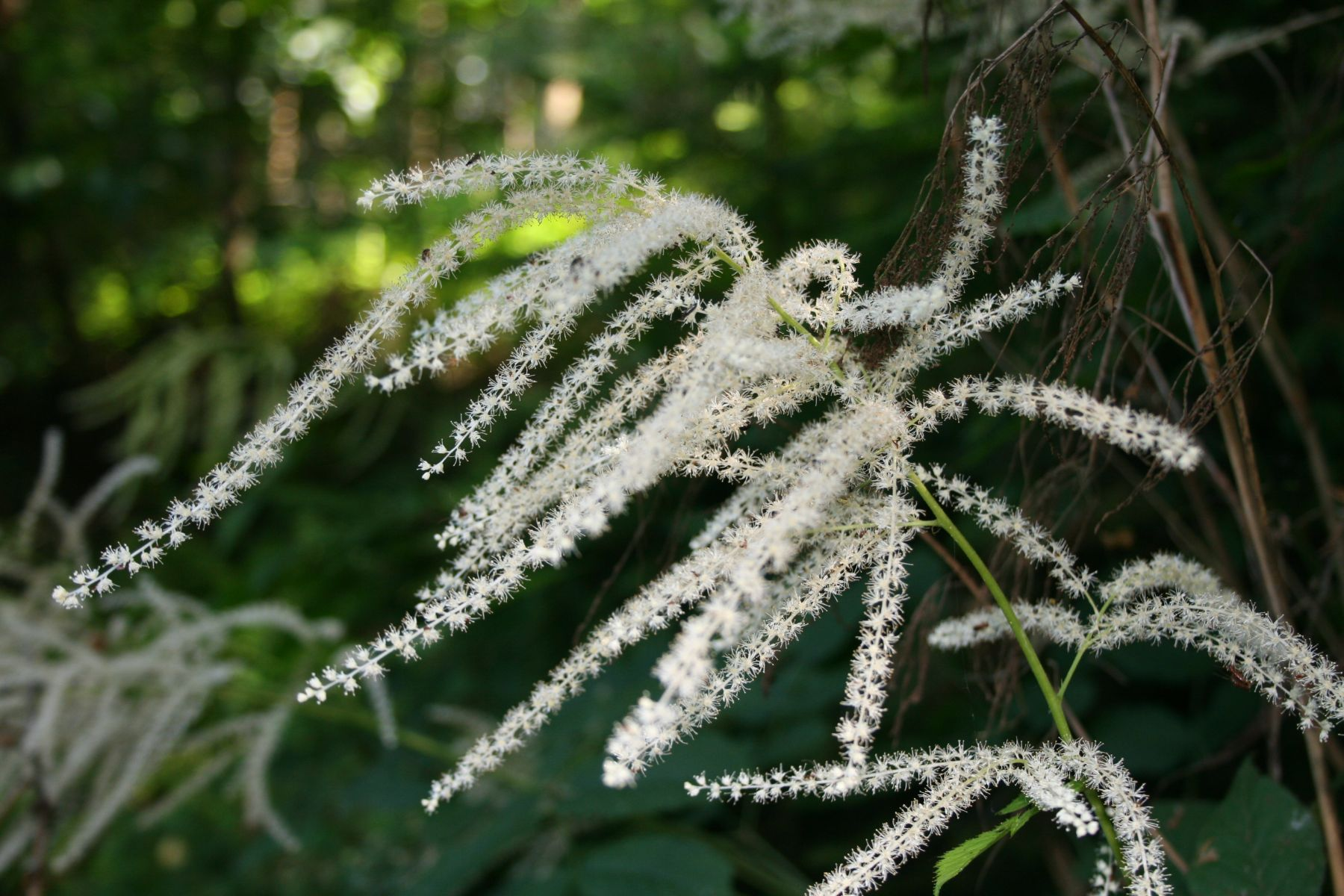
Květenství udatny dvoudomé
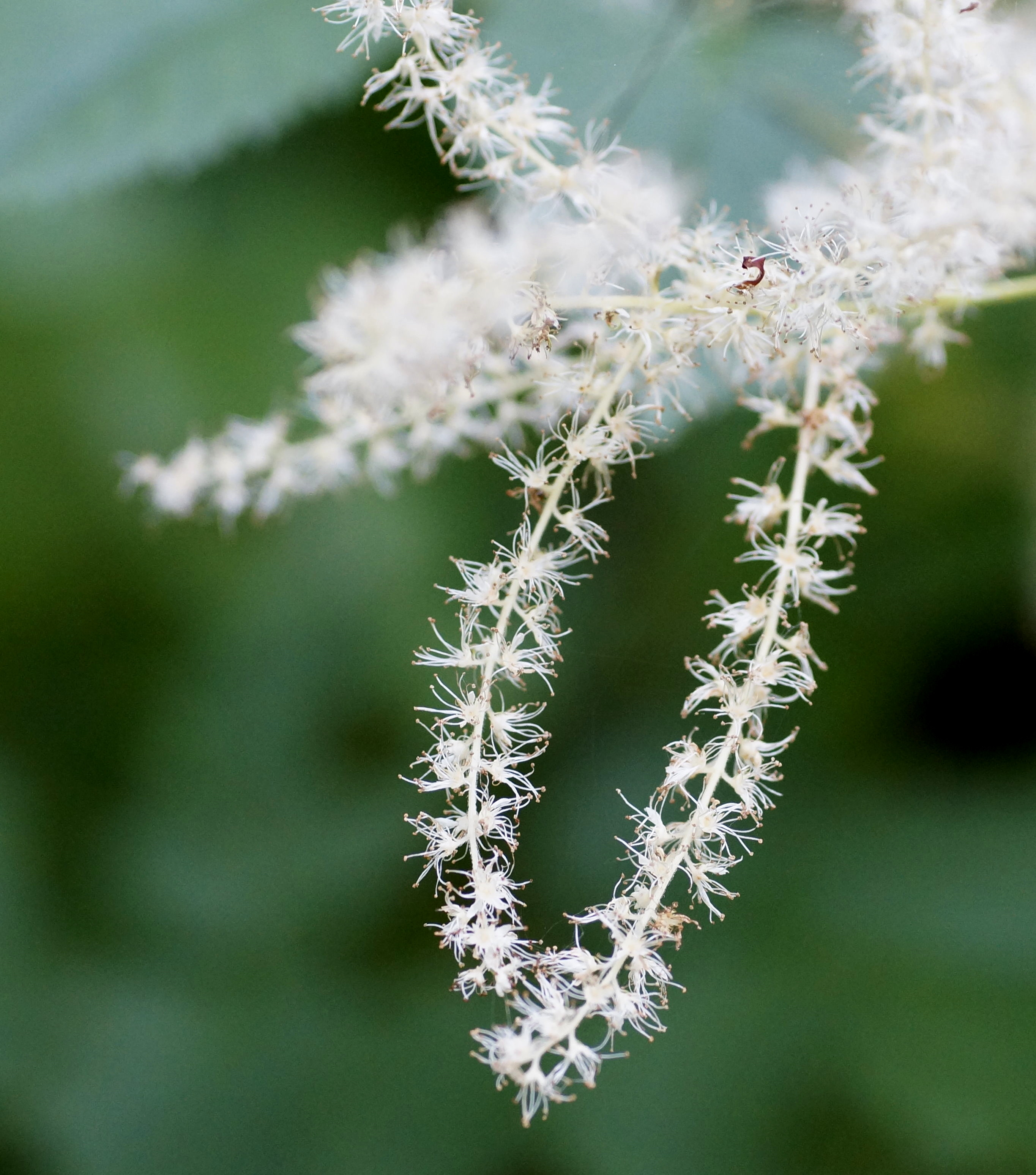
Detail květů udatny lesní
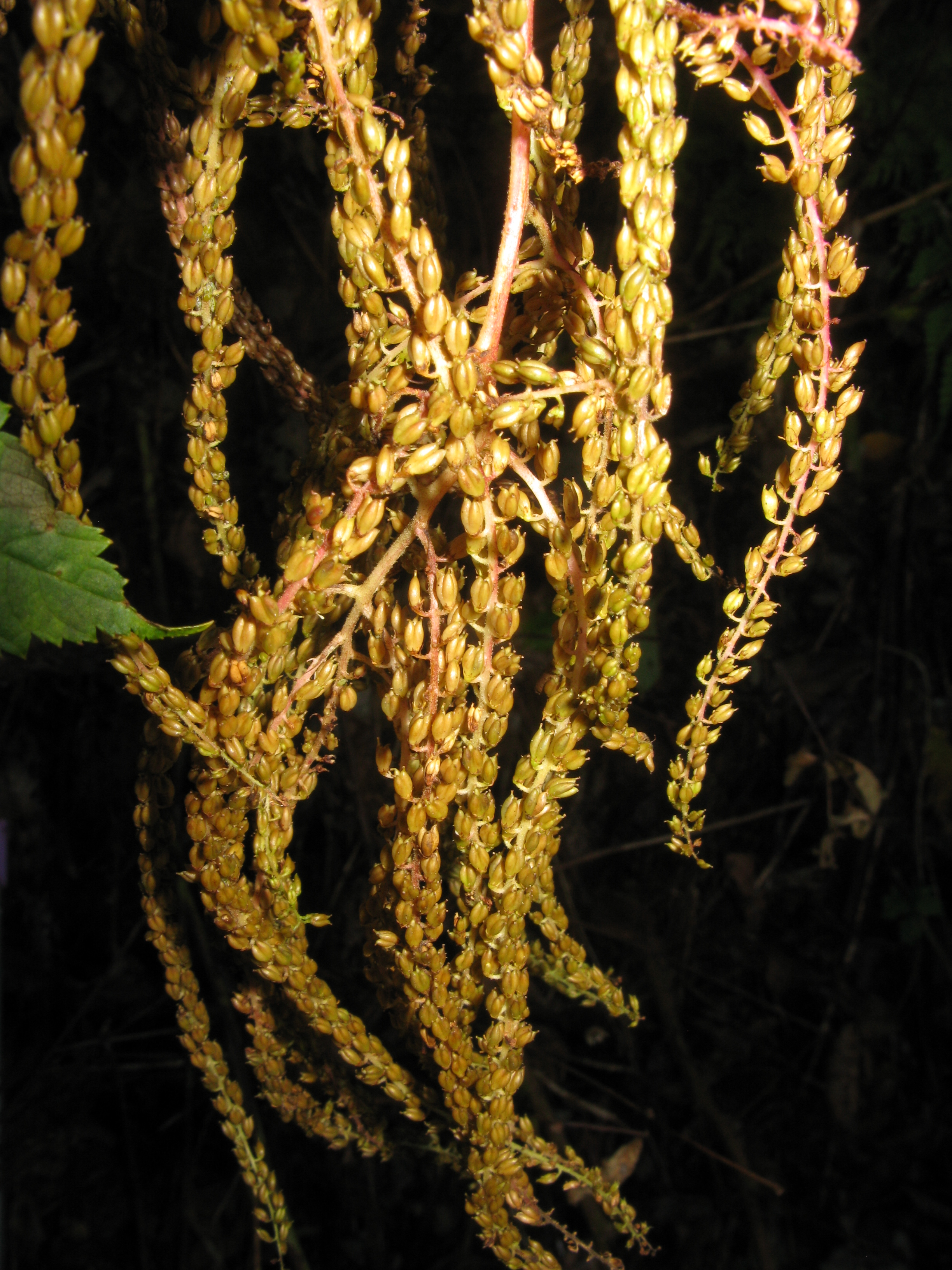
Plodenství udatny dvoudomé

## Rozšíření
Rod zahrnuje asi 2 až 8 druhů. Je rozšířen v Evropě, Asii i Severní Americe. Největší počet druhů roste v Asii.
Jediným evropským zástupcem je udatna lesní. V České republice je rozšířena zejména v chladnějších oblastech. Celkový areál zahrnuje většinu Evropy (mimo Britských ostrovů, Skandinávie a severního Ruska), v Asii sahá na východ až po Japonsko. V jižní Evropě je výskyt omezen na horské polohy. V Severní Americe roste udatna dvoudomá, někdy slučovaná s druhem udatna lesní. Je rozšířena v oblasti od Aljašky a západní Kanady až po Kalifornii a od východní Kanady na jih po Mississippi.
Udatny jsou stínomilné rostliny rostoucí v humózních, vlhkých půdách zejména ve vyšších nadmořských výškách.

## Ekologické interakce
Květy udaten jsou navštěvovány a opylovány širokou škálou různého hmyzu.
V Evropě se listy udatny lesní živí housenky bělopáska tavolníkového (Neptis rivularis), v Severní Americe housenky modráska Celastrina nigra. Vyhledávají je také housenice některých blanokřídlých, v Eurasii např. pilatky druhu Nematus spiraeae, ve východní Asii ploskohřbetky Pamphilius daisenus a pilatěnky Arge aruncus.

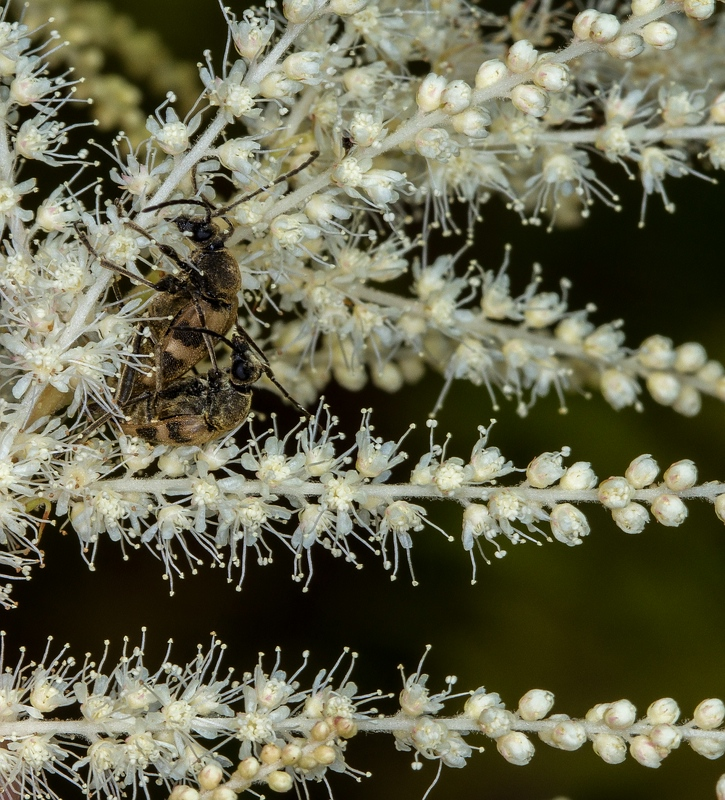
Tesaříci na květech udatny lesní
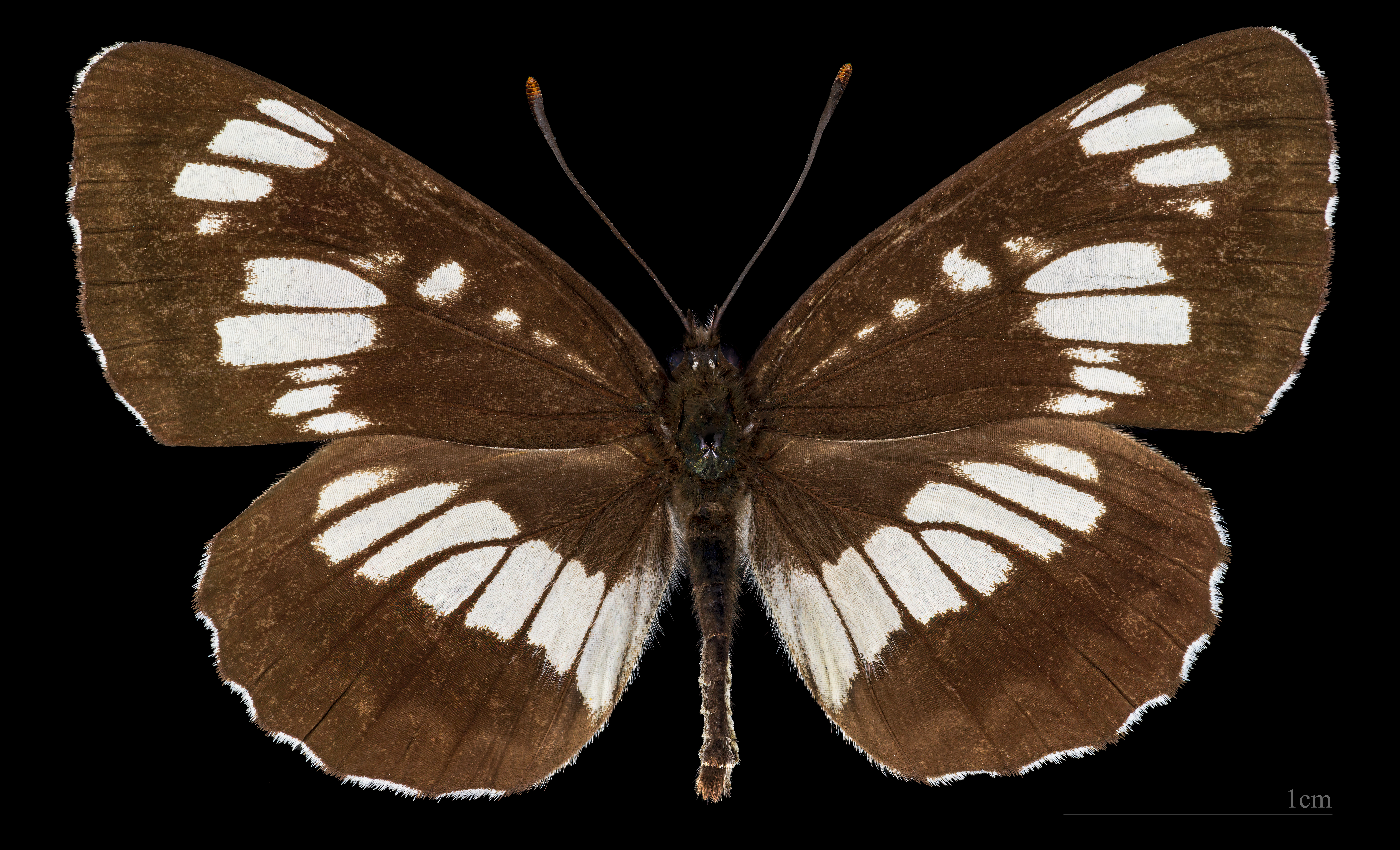
Bělopásek tavolníkový
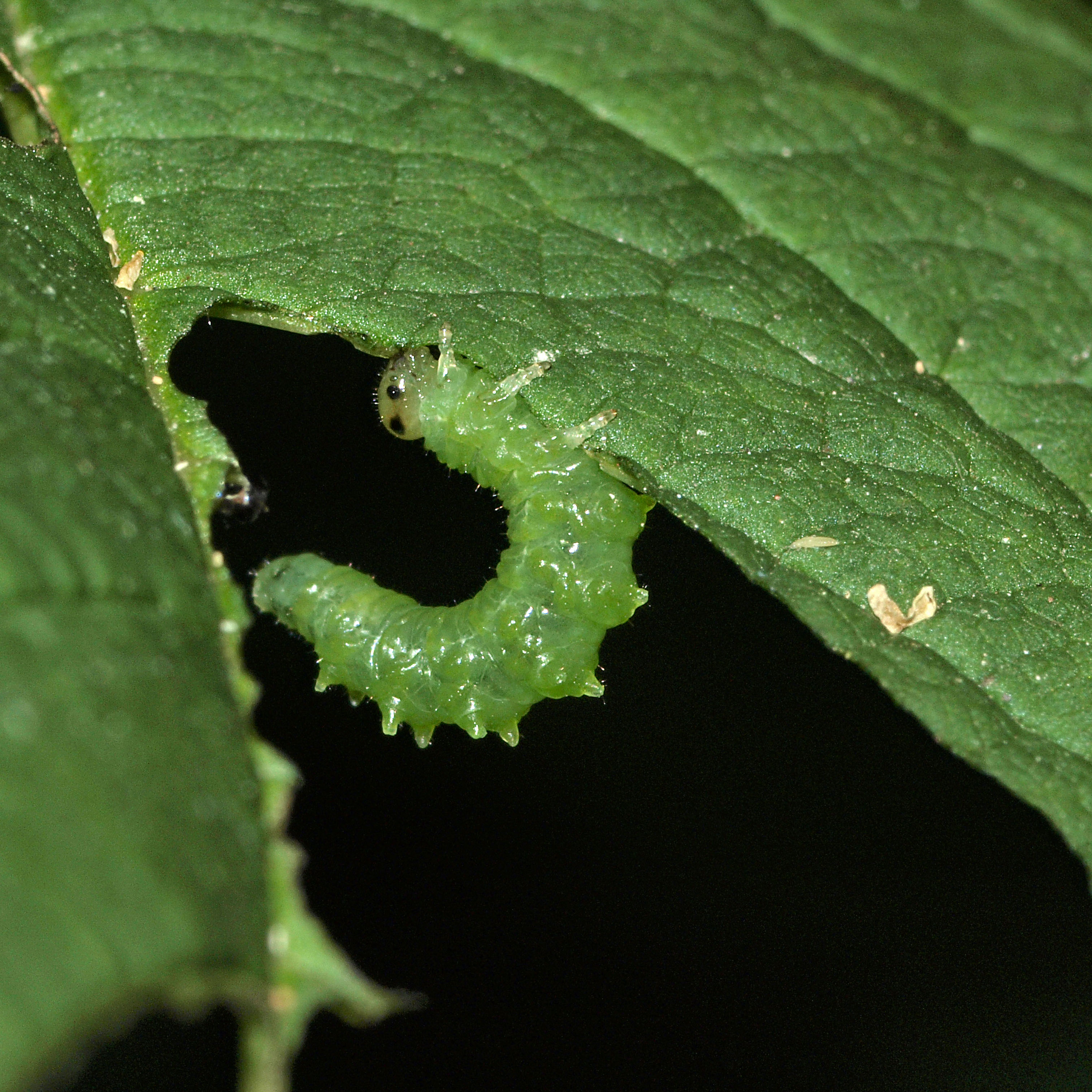
Housenice pilatky Nematus spiraeae

## Taxonomie
Rod Aruncus je v rámci čeledi růžovité řazen do podčeledi Amygdaloideae a tribu Spireeae. Nejblíže příbuzným rodem je dle výsledků molekulárních studií monotypický rod Luetkea (litkovka), zastoupený jediným druhem v západních oblastech Severní Ameriky. Dalšími blízce příbuznými rody jsou Holodiscus (celoterčník) a monotypický rod Xerospiraea, pocházející z Mexika. Taxonomie rodu a vymezení jednotlivých druhů jsou dosud nedořešené a v různých zdrojích se lze setkat s rozličným pojetím.

## Zástupci

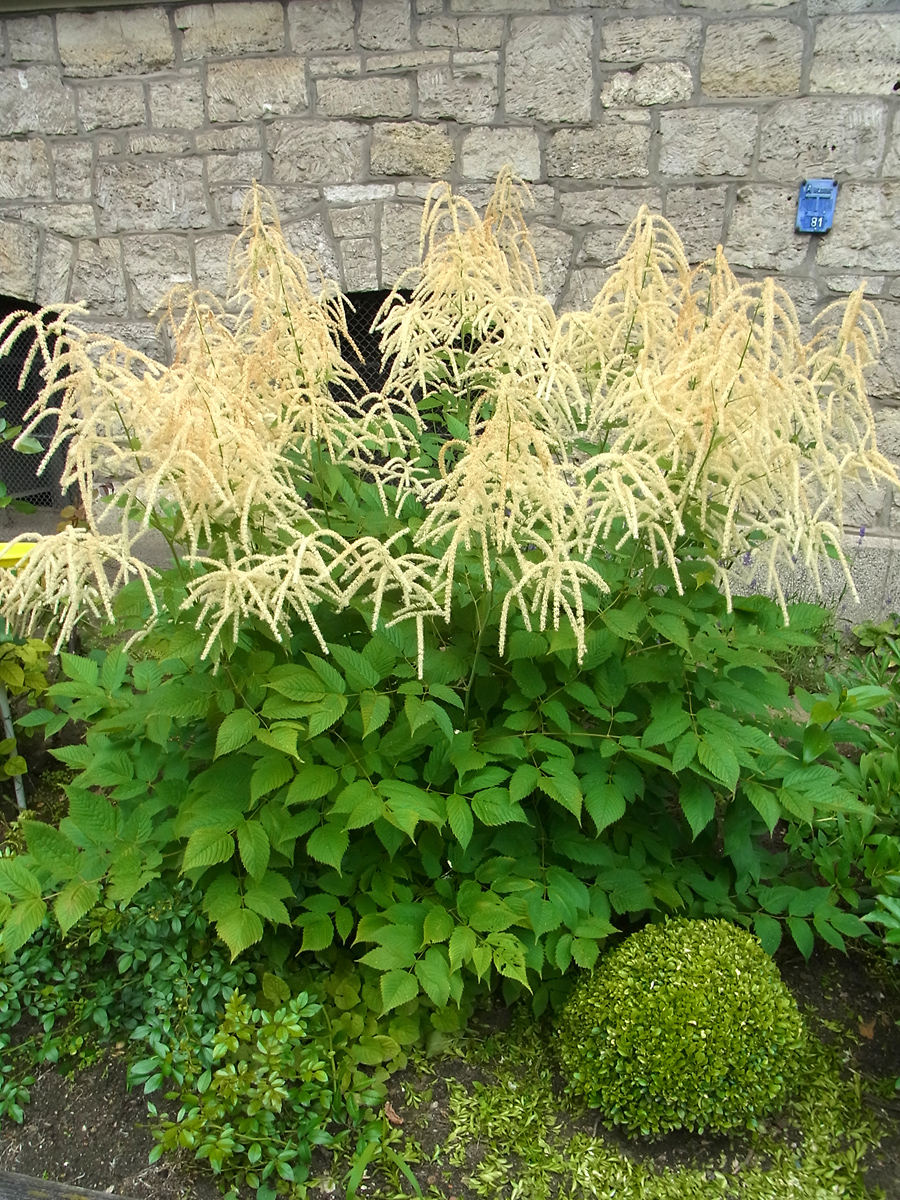
Udatna dvoudomá jako okrasná rostlina

- udatna dvoudomá (Aruncus dioicus)
- udatna lesní (Aruncus vulgaris)

## Význam
Udatna lesní je pěstována v Evropě jako okrasná rostlina již od 17. století. Aruncus aethusifolius (syn. A. vulgaris var. aethusifolius) je drobnější druh, dorůstající max. výšky do 50 cm a svým vzhledem připomínající čechravu. Pěstuje se i jako skalnička. Řidčeji se pěstují také druhy A. astilboides a A. parvulus. Byly též vyšlechtěny různé zahradní kultivary a kříženci.
Kořen udatny lesní a některých asijských taxonů slouží v bylinném léčení zejména jako antipyretikum a adstringens při horečkách, chřipce, kolice, bolestech břicha, vnitřních zraněních ap., zevně na včelí bodnutí a oteklé nohy.